# 细叶桉
细叶桉（学名：Eucalyptus tereticornis）为桃金娘科桉属下的一个种，可見於澳洲東部。

## 形态特征
乔木，高25米；树皮平滑，灰白色，长片状脱落；嫩枝圆形，纤细，下垂。幼态叶片卵形；过渡型叶阔披针形；成熟叶片狭披针形，稍弯曲；叶柄长1.5-2.5厘米。伞形花序腋生，有花5-8朵，总梗粗壮；花梗长3-6毫米；花蕾长卵形；雄蕊花药纵裂。蒴果近球形，果缘突出萼管2-2.5毫米，果瓣4。

## 扩展阅读
- 維基物種上的相關：细叶桉